# Indoiranski jezici
Indoiranski jezici, velika skupina indoeuropskih jezika koja obuhvaća (310) jezika podijeljenih u dvije glavne podskupine, indoarijsku i iransku. Govore se na azijskom području.
A. Indoarijski jezici (219):
a1. Centralna zona (76), Indija, Pakistan:
a. Bhilski jezici (19) Indija: bareli (3 jezika: pauri, rathwi, palya), bauria, bhilali, bhili, chodri, dhodia, dubli, dungra bhil, gamit, garasia (2 jezika: adiwasi, rajput), mawchi, nahali, noiri, pardhi, rathawi, wagdi.
b. Domski jezici/Dom (1) Iran: domari.
c. Gudžaratski jezici (9) Pakistan Indija: aer, gudžarati, jandavra, koli (3 jezika: kachi, parkari, wadiyara), saurashtra, vaghri, vasavi.
d. Khandesi (3) Indija: ahirani, dhanki, khandesi.
e. Pandžabski jezici (1): istočni pandžapski.
f. Radžastanski jezici (18): bagri, dhatki, dhundari, goaria, godwari, gujari, gurgula, harauti, lambadi, loarki, gade lohar, malvi, marwari (2 jezika, indija i pakistan), merwari, mewari, nimadi, shekhawati.
g. Romski (7): (7 romskih jezika: balkanski, baltički, fíntika rómma, karpatski, sinte ili sinti, velški, vlaški).
h. Zapadnohindski jezici (12) Indija, Pakistan: bhaya, braj bhasha, bundeli, chamari, ghera, gowli, haryanvi, hindi, kabutra, kanauji, sansi, urdu.
i. neklasificirani (5) Nepal, Tadžikistan Indija: mewati, parya, sonha, tharu (2 jezika: dangaura, kathoriya)
j. Powari (Indija: powari.
a2. istočna-centralna zona(5): awadhi, bagheli, chhattisgarhi, dhanwar, fidžijski hindustani.
a3. Istočna zona  (42):
a. Bengali-Assamski (16): asamski, bengalski, bishnupriya, chakma, chittagonian, hajong, halbi, kayort, kharia thar, kurmukar, mal paharia, mirgan, nahari, rajbanshi, sylheti, tangchangya.
b. biharski jezici (12):angika, bhojpuri, karipski hindustani, kudmali, magahi, maithili, majhi, musasa, panchpargania, sadri ( 2 jezika, sadri i oraon), surajpuri.
c. Oriya (8): bhatri, bhunjia, bodo parja, kupia, oriya (3 jezika:  desiya, adivasi, oriya), reli.
d. Neklasificirani (6) Nepal, Indija: bote-majhi, buksa, degaru, tharu (3 jezika: chitwania, kochila, rana).
a4. Sjeverna zona (21) Indija, nepal, Pakistan:
a. Srednjopaharski jezici (1) Indija: kumauni.
b. Istočnopaharski jezici (2) Nepal: nepalski, palpa
c. Garhwali (1), Indija: garhwali.
d. Zapadnopaharski jezici (17): bhadrawahi, bhattiyali, bilaspuri, chambeali, churahi, dogri, gaddi, hinduri, jaunsari, kangri, harijan boli (harijan kinnauri), mandeali, paharski (3 jezika: mahasu, kullu, pahari-potwari), pangwali, sirmauri.
a5. Sjeverna zona (1)
a. Istočnopaharski jezici (1) Nepal: jumli.
a6. Sjeverozapadna zona  (39):
a. Dardski jezici (27) Pakistan, Afganistan: Chitral (2) khowar, kalasha; Kashmiri (1): kašmirski; Kohistani (9): bateri, chilisso, gowro, kalami, kalkoti, kohistani, tirahi, torwali, wotapuri-katarqalai; Kunar (8): dameli, gawar-bati, grangali, pashayi (4 jezika: sjeveroistočni, sjeverozapadni, jugoistočni, jugozapadni), shumashti; Shina (7): brokskat, domaaki, phalura, savi, shina (2 jezika kohistani, shina, ushojo.
b. Lahndski jezici (7) Pakistan, Indija, Afganistan, Ukrajina: hindko (sjeverni i južni), jakati, khetrani, panjabi (2 jezika: mirpur i zapadni), seraiki.
c. Sindhski jezici (5) Pakistan, Indija: jadgali, kachchi,lasi, sindhi, sindhi bhil.
a7. Nuristanski jezici (6) Afganistan: ashkun, kamviri, kati, prasuni, tregami, waigali.
a8. Sanskrt, Indija: sanskrt
a9. Sinhalese-Maldivski (3) Šri Lanka: maldivski, sinhala, veddah.
a10. Južna zona (12) Indija: Konkani (7): katkari, konkani, goanski konkani, kukna, phudagi, samvedi, varli; marathi; neklasificirani: bhalay, deccan, gowlan, varhadi-nagpuri.
a11. neklasificirani (13), Indija, Nepal, Pakistan, Bangladeš: chinali, darai, dhanwar, garas (lahul lohar), kanjari, kumhali, memoni, mina, od, pali, tippera, usui, vaagri booli.
B. Iranski jezici (87):
a. Istočnoiranski jezici (14), Iran, Pakistan, Afganistan, Kina, Gruzija, Tadžikistan: avesta (pazend), munji, osetski, pashto (3 jezika, sjeverni središnji i južni), sanglechi-ishkashimi, sarikoli, shughni,  wakhi, waneci, yagnobi, yazgulyam, yidgha.
b. Neklasificirani (1) Afganstan: tangshewi.
c. Zapadnoiranski jezici (72) Afganistan, Iran, Irak, Pakistan, Turska, Izrael: aimaq, alviri-vidari, ashtiani, bajelani, bakhtiari, balochi (južni, zapadni i istočni), bashkardi, buharski, dari (gabri ili yazdi), darwazi, dehwari, dezfuli, dimli, dzhidi, eshtehardi, fars (sjeverozapadni, jugozapadni, zapadni i istočni), gazi, gilaki, gozarkhani, gurani, harzani, hazaragi, judeotatski, kabatei, kajali,  karingani, khalaj, kho'ini, khunsari, kirmanjki, koresh-e rostam, koroshi, kumzari, kurdski (središnji, sjeverni i južni), laki, lari, lasgerdi, luri (sjeverni i južni), maraghei, mazanderani, natanzi, nayini, ormuri, pahlavani, parachi, parsi, parsi-dari, razajerdi, rudbari, sangisari, sarli, semnani, shabak, shahmirzadi, shahrudi, sivandi, soi, sorkhei, tadžički, takestani, talysh, gornji taromi, tatski (tat), vafsi.
C. neklasificirani (2) Pakistan i Oman: badeshi, luwati.

## Vanjske poveznice
- Ethnologue (14th)
- Ethnologue (15th)